# Balkanopetalum armatum
Balkanopetalum armatum är en mångfotingart som beskrevs av Karl Wilhelm Verhoeff 1926. Balkanopetalum armatum ingår i släktet Balkanopetalum och familjen Schizopetalidae. Inga underarter finns listade i Catalogue of Life.